# Episodi di Sealab 2020
La prima stagione della serie animata Sealab 2020, composta da 13 episodi, è stata trasmessa negli Stati Uniti, da NBC, dal 9 settembre al 2 dicembre 1972.
In Italia la stagione è stata trasmessa sul programma Ciao Ciao di GPE - Telemond dal 26 ottobre al 19 novembre 1979.
| n° | Titolo originale            | Titolo italiano             | Prima TV USA      | Prima TV Italia  |
| -- | --------------------------- | --------------------------- | ----------------- | ---------------- |
| 1  | Deep Threat                 | Minaccia dagli abissi       | 9 settembre 1972  | 26 ottobre 1979  |
| 2  | Lost                        | Smarriti!                   | 16 settembre 1972 | 27 ottobre 1979  |
| 3  | Green Fever                 | La febbre verde             | 23 settembre 1972 | 30 ottobre 1979  |
| 4  | The Singing Whale           | La balena canterina         | 30 settembre 1972 | 31 ottobre 1979  |
| 5  | The Shark Lover             | L'amico degli squali        | 7 ottobre 1972    | 3 novembre 1979  |
| 6  | The Basking Shark           | Lo squalo addormentato      | 14 ottobre 1972   | 5 novembre 1979  |
| 7  | Where Dangers Are Many      | I pericoli del cuore        | 21 ottobre 1972   | 7 novembre 1979  |
| 8  | Backfire                    | L'onda gigantesca           | 28 ottobre 1972   | 9 novembre 1979  |
| 9  | The Deepest Dive            | -                           | 4 novembre 1972   | 11 novembre 1979 |
| 10 | The Challenge               | L'oro dei Maya              | 11 novembre 1972  | 13 novembre 1979 |
| 11 | Collision of the Aquarius   | Acquarius chiama Sealab     | 18 novembre 1972  | 15 novembre 1979 |
| 12 | The Capture                 | La cattura                  | 25 novembre 1972  | 17 novembre 1979 |
| 13 | The Arctic Story            | Storia dell'Antartide       | 2 dicembre 1972   | 19 novembre 1979 |
| 14 | S.O.S.: Sealab Ocean Signal | S.O.S.: Sealab Ocean Signal | Mai trasmessi     | Mai trasmessi    |
| 15 | Utopia of Cassidy           | Utopia of Cassidy           | Mai trasmessi     | Mai trasmessi    |